# Zibo Cuju FC
El Zibo Cuju FC (en chino simplificado, 淄博蹴鞠足球俱乐部) fue un equipo de fútbol de China que jugó en la Primera Liga China, la segunda división nacional.

## Historia
Fue fundado en junio de 1982 en la ciudad de Zibo con el nombre Zibo Sunday porque sus fundadores jugaban los partidos los domingos inspirados en el mundial de España 1982, aunque el equipo fue registrado varios años después como equipo aficionado el 18 de julio de 1996.
En 2012 participa por primera vez en la Copa de China de fútbol en donde es eliminado en la primera ronda por el Dongguan Nancheng con marcador de 0-3.
En 2017 logra el ascenso a la Segunda Liga China, y al año siguiente cambia su nombre por Zibo Cujo.

## Nombres
- 1982–2018 Zibo Sunday S.C.  淄博星期天
- 2019–     Zibo Cuju F.C. 淄博蹴鞠